# Jüdische Gemeinde Sennfeld
Eine Jüdische Gemeinde in Sennfeld, einem Stadtteil von Adelsheim im Neckar-Odenwald-Kreis in Baden-Württemberg, entstand nachweislich im 18. Jahrhundert.

## Geschichte
Juden hatten sich vermutlich in Sennfeld und Umgebung bereits im 14. Jahrhundert niedergelassen, nachdem 1338 Kaiser Ludwig der Bayer den Brüdern Poppo und Beringer von Adelsheim erlaubte, jüdische Familien aufzunehmen.

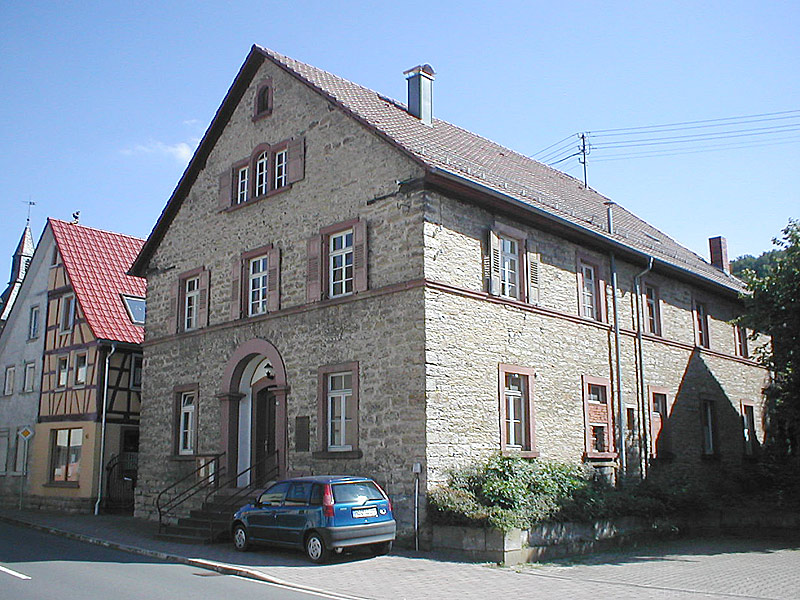
Profanierte Synagoge in Sennfeld

Im Jahr 1718 werden sieben Juden als Untertanen der Herren von Berlichingen in Sennfeld genannt. Die Sennfelder Juden lebten lange Zeit fast ausschließlich vom Vieh-, Pferde- und Getreidehandel. Die jüdische Gemeinde in Sennfeld besaß seit dem 18. Jahrhundert eine Synagoge. In der 1835/36 erbauten Synagoge befand sich ein rituelles Bad (Mikwe), ein Unterrichtsraum der jüdischen Schule und eine Lehrerwohnung. Seit 1827 gehörte die Gemeinde zum Bezirksrabbinat Merchingen. Die Sennfelder Juden hatten ihr Begräbnis zunächst auf dem Bödigheimer Verbandsfriedhof, bevor 1884 auf einer Waldlichtung außerhalb Sennfelds der Sennfelder Judenfriedhof eingerichtet wurde, auf dem auch Juden aus Korb bestattet wurden. Nach der 1903 erfolgten Auflösung der jüdischen Gemeinde in Korb gehörten auch die dort lebenden jüdischen Einwohner zur jüdischen Gemeinde in Sennfeld.
Das Kriegerdenkmal auf dem jüdischen Friedhof führt sieben im Ersten Weltkrieg Gefallene der jüdischen Gemeinde Sennfeld auf.
Es gab mehrere jüdische Vereine: Der Armenverein, der für die Wohlfahrtspflege zuständig war, eine Ortsgruppe des Centralvereins und einen Friedhofsverein.
An ehemaligen, bis nach 1933 bestehenden Handels- und Gewerbebetrieben im Besitz jüdischer Familien sind bekannt: Metzgerei Ferdinand Falk (Hauptstraße 45, abgebrochen; ehem. Schlachthaus wird als Lager genutzt), Metzgerei Schmai Falk (Schlossstraße 6), Schuhmacher Isaak Hamburg (Hauptstraße 43), Bäckerei und Mazzenversand Leopold Kaufmann (bis 1924, Hauptstraße 44), Pferdehandlung Maier Levi (Hauptstraße 26), Getreide- und Viehhandlung mit Landwirtschaft Siegfried Levi (Hauptstraße 38), Viehhandlung und Landwirtschaft Adolf Neuberger (Hauptstraße 55), Viehhandlung und Landwirtschaft Isaak Neuberger (Hauptstraße 60), Metzgerei Sally Neumann (Bahnhofstraße 2), Getreide-Großhandlung Karl Reiß (Hauptstraße 61), Viehhandlung mit Landwirtschaft Salomon Neuberger (Kirchgasse 2),  Viehhandlung mit Landwirtschaft Isaak Thalheimer (Hauptstraße 37). (aus: alemannia judaica)

## Gemeindeentwicklung
| Jahr | Gemeindemitglieder                 |
| ---- | ---------------------------------- |
| 1718 | 7 Familien                         |
| 1825 | 96 Personen, 9,8 % der Einwohner   |
| 1855 | 94 Personen                        |
| 1875 | 121 Personen, 9,7 % der Einwohner  |
| 1895 | 124 Personen, 10,1 % der Einwohner |
| 1900 | 114 Personen, 10,6 % der Einwohner |
| 1925 | 72 Personen                        |
| 1933 | 56 Personen                        |
| 1940 | 22 Personen                        |

## Zeit des Nationalsozialismus

### Hachschara
Von 1936 bis 1939 bestand eine Hachschara in Sennfeld, d. h. ein landwirtschaftliches Gut für die Vorbereitung von Jungen und Mädchen zur Auswanderung nach Palästina. Auf diesem Lehrgut wurde Jugendlichen aus ganz Deutschland praktische und theoretische Kenntnisse in der Landwirtschaft vermittelt. Auch erhielten sie Unterricht in Hebräisch, Soziologie, jüdischer Geschichte und in anderen Fächern.

### Verfolgung
Beim Novemberpogrom 1938 wurde die Inneneinrichtung der Synagoge zerstört und das landwirtschaftliche Lehrgut sowie jüdische Wohnungen durch SA-Männer verwüstet. Die jüdischen Einwohner wurden misshandelt.
Bis 1940 wanderten 29 jüdische Bürger von Sennfeld in die USA, nach Palästina und in andere Länder aus.
Am 22. Oktober 1940 wurden im Rahmen der sogenannten Wagner-Bürckel-Aktion die letzten 21 jüdischen Einwohner von Sennfeld in das Lager Gurs deportiert.
Das Gedenkbuch des Bundesarchivs verzeichnet 23 in Sennfeld geborene jüdische Bürger, die dem Völkermord des nationalsozialistischen Regimes zum Opfer fielen.

## Gedenken
Am 9. November 1991 wurde eine Gedenktafel an der profanierten Synagoge mit folgendem Text angebracht: Dieses historische Gebäude war von 1836 bis 1938 die Synagoge der jüdischen Gemeinde in Sennfeld, die seit dem 17. Jahrhundert hier bestand. Unter der nationalsozialistischen Gewaltherrschaft wurde die Inneneinrichtung 1938 völlig zerstört. 1940 wurden die letzten 21 jüdischen Bürger nach Gurs deportiert. Ihnen zum Gedächtnis - uns zur bleibenden Mahnung, dem Unrecht zu wehren und die Würde des Menschen zu achten.